# Rhipidia (Rhipidia) persimplex
Rhipidia (Rhipidia) persimplex is een tweevleugelige uit de familie steltmuggen (Limoniidae). De soort komt voor in het Neotropisch gebied.